# Quessoy
Quessoy är en kommun i departementet Côtes-d'Armor i regionen Bretagne i nordvästra Frankrike. Kommunen ligger i kantonen Moncontour som tillhör arrondissementet Saint-Brieuc. År 2022 hade Quessoy 3 930 invånare.

## Befolkningsutveckling
Antalet invånare i kommunen Quessoy
Referens:INSEE